# Johannes (archevêque d'Uppsala)
Pour les articles homonymes, voir Johannes.
Johannes est le second archevêque d'Uppsala, Suède, pendant peu de temps, de 1185 à 1187.

## Biographie
Il est quelquefois nommé; Johan, la forme suédoise de Johannes ; l'orthographe suédoise n'était pas établie à l'époque. Peu de choses sont connues à propos de Johannes. Quelques mois seulement après la mort de l'archevêque Stefan, le pape le choisit pour lui succéder. Il a été ordonné par l'archevêque de Lund, Absalon, en novembre 1185.

### Mort
En 1187, un bateau provenant d'Estonie, pas encore christianisée, entra en Mälaren, un lac près d'Uppsala, pour une expédition de pillage. Il met l'ancre à Sigtuna, cité prospère à l'époque, et la pille. Sur le chemin du retour, des barrages sont mis en place à Almarestäket, le seul point de sortie et l'endroit où Johannes résidait, pour empêcher le bateau de sortir. La bateau passa cependant les barrages jusqu'à la crique. Il s'ensuivit une bataille dans laquelle Johannes perdit la vie.